# 安慰函
安慰函是商业活动中的一类文件，表示一家公司作为商业合同的一方的财务合理性与支持信息。 可由注册会计师声明该公司的招股书依据通行的会计准则没有虚假或误导信息。也可用于提供评价公司的资产，如油气公司的地质储量。
安慰函也可用于子公司的父公司或银行的书面保证以“安慰”客户该公司有能力或愿意偿债。
虽然在绝大多数国家安慰函对于合同各方没有法律强制约束力，但是出具安慰函的一方是在使用自己的“商誉”为担保代价。